# Sulforodamina B
Sulforodamina B ou vermelho Kiton 620 (C27H30N2O7S2) é um corante fluorescente.
O corante tem sua máxima absorbância a luz de 565 nm e máxima fluorescência de emissão a luz de 585 nm. Não exibe dependência do pH para absorção ou fluorescência sobre a faixa de 3 a 10.
É solúvel em metanol (1 mg/ml), água (10 g/100ml) e glicerol. É insolúvel em gorduras.
Sofre foto-oxidação quando em meio aquoso quando absorvida por dióxido de titânio e exposta a comprimentos de luz visível.

## Usos
Possui usos abrangendo desde fluorescência induzida por laser (LIF) à quantificação de proteínas celulares de células cultivadas. O corante sólido, de coloração vermelha, bastante solúvel em água é primariamente usado como um corante traçante polar.
Sulforodamina B é frequentemente usado como um traçador polar membrana impermeável ou usado para determinação de densidade celular via determinação de proteínas celulares (ensaio de citotoxicidade).